# هنري غريغوري (سياسي)
هنري غريغوري (بالإنجليزية: Henry Gregory)‏ هو فلاح وتاجر أسهم وسياسي أسترالي، ولد في 15 مارس 1860 في أستراليا، وتوفي في 15 نوفمبر 1940 في نفس البلد. حزبياً، نشط في Liberal Party (Australia, 1909) ‏. وقد انتخب عضو مجلس النواب الأسترالي عن دائرة Division of Swan ‏ (16 نوفمبر 1922 – 15 نوفمبر 1940) وانتخب عضو مجلس النواب الأسترالي عن دائرة Division of Dampier ‏ (31 مايو 1913 – 16 نوفمبر 1922).